# Station Hampton Court
Hampton Court is een spoorwegstation van National Rail in Elmbridge in Engeland. Het station is eigendom van Network Rail en wordt beheerd door South Western Railway. 
Het station ligt op de zuidelijke oever van de Theems in de wijk Molesey. Bij Hampton Court Bridge, ongeveer 100 meter ten noorden van de Hampton Court Palace, waar het station ook naar vernoemd is.